# Peter Waterhouse
Pour les articles homonymes, voir Waterhouse.
Peter Waterhouse, né à Berlin (Allemagne) le 24 mars 1956, est un écrivain autrichien.